# Jazz Richards
Ashley Darel Jazz Richards (Swansea, 12 de abril de 1991) é um ex-futebolista profissional galês que atuava como defensor lateral-direito.

## Carreira

### Swansea City, empréstimos e decadência
Jazz Richards começou sua carreira nas categorias de base do Swansea City AFC, clube da cidade onde nasceu. Em 2009, aos 18 anos, ele foi promovido ao profissional, onde disputou a pré-temporada 2009-2010 e o EFL Championship. Ainda em 2009, esteve apto para disputar FA Cup e a Curling Cup, mas o então técnico Paulo Sousa não relacionou Jazz para as partidas, desta forma, ele não entrou em campo nem esteve disponível no banco de reservas, estando retido apenas à jogar pela segunda divisão inglesa. Na temporada 2010-2011, o treinador Brendan Rodgers convocou Richards para jogar tanto pela FA Cup quanto pela League Cup. Naquela temporada, somando-se ao Championship (o Swansea não se classificou para a Premier League na temporada anterior), ele passou 720 minutos em campo pelo Swansea. Naquele ano, o Swansea foi promovido à Premier League. Na temporada seguinte, apesar de ter contribuído para a promoção à primeira divisão na atuação anterior, Jazz já vinha perdendo protagonismo no time, e sem espaço no elenco, jogou apenas 8 jogos pela Premier League entre 2011 e 2012, além de uma única partida pela FA Cup. Venceu ainda a Football League Cup de 2012-2013. Na temporada seguinte, voltou a cair para o Championship.

### Crystal Palace
O Swansea City anunciou em 2013 que utilizaria a janela de transferências de meio-de-temporada para emprestar Jazz Richards, com falta de proeminência no time, ao Crystal Palace pelo restante da temporada. Entretanto, sua passagem pelos Eagles não foi muito proveitosa, jogando apenas 11 jogos, dos quais apenas 4 foram vencidos, além disso, ficou inutilizado no banco de reservas algumas vezes.

### Huddersfield Town
Na janela de transferências de início-de-temporada, Jazz voltou ao Swansea recém-promovido, mas foi emprestado novamente por mais seis meses. Dessa vez, o Huddersfield Town, que disputaria a segunda divisão, foi o clube que requisitou o jogador. Teve uma atuação ainda mais apagada, com 9 participações, sendo 3 vitórias, 4 derrotas e 2 empates, chegando a ficar 5 rodadas sem vencer logo após o empréstimo com uma vitória de estreia. Voltou ao Swansea no meio da temporada, onde permaneceu por uma temporada e meia.

### Fulham, aquisição e ascensão
Em 2015, Jazz Richards foi emprestado novamente, dessa vez para o Fulham FC, onde voltou a subir na carreira. O Fulham, que havia sido rebaixado à segunda divisão na temporada anterior, usou Jazz para preencher algumas falhas na defesa de seu elenco, o que fez com que ele jogasse em todas as partidas como titular absoluto enquanto durou o empréstimo, devolvendo ao lateral o destaque com o qual ele era acostumado no início de sua carreira. Terminado o empréstimo, ele retornou ao Swansea, primeiramente como reserva, mas depois passou a jogar como titular, vivendo uma ótima fase. Na temporada seguinte, que se iniciou em agosto de 2015, o Swansea acertou a venda definitiva de Jazz Richards para o Fulham por £500 mil (cerca de R$ 2 milhões e 451 mil). Apesar das controvérsias, Jazz Richards deixou o Swansea sendo considerado uma estrela. Após adquirir o defensor, o Fulham o utilizou durante toda a temporada, onde o jogador teve um bom rendimento, assegurando estabilidade ao clube que não atravessava uma boa fase. Durante este período, Jazz jogou uma partida pelas categorias de base do Fulham.

### Cardiff City
Jazz Richards chegou ao Cardiff no verão de 2016 num contrato de três anos, após atingir maior visibilidade no futebol inglês. Defendendo o time de seu país natal, Jazz conseguiu promover o Cardiff à Premier League no segundo ano de atuação, onde em 11 jogos, saiu vitorioso 7 vezes, empatando e perdendo apenas duas vezes cada. Atualmente, o Cardiff City joga a primeira divisão inglesa, a elite do futebol mundial, integrando Jazz em seu elenco.

### Haverfordwest County
Jazz chegou ao Haverfordwest County em março de 2021, Sua chegada ao clube foi uma das maiores transferências da história da Cymru Premier League e, desde então, trouxe uma atenção adicional e valiosa ao clube e à liga. Em abril de 2022, Jazz marcou três gols na vitória por 6 a 1 contra o Cefn Druids no The Rock – seus primeiros gols como profissional em 13 anos de carreira até o momento. 

### Seleção Galesa
Jazz Richards foi convocado à seleção nacional do País de Gales em 2012, quando ainda jogava pelo Swansea. Entretanto, vivendo a melhor fase da sua carreira quando passou pelo Fulham e ingressou no Cardiff, fez parte do elenco da Seleção Galesa de Futebol da Eurocopa de 2016, que terminou em terceiro lugar - o melhor desempenho do futebol de Gales numa competição internacional. Jogando ao lado de Gareth Bale e Aaron Ramsey, Jazz Richards compôs o que os galeses elegeram como "melhor seleção que Gales já teve ou terá". Recentemente, também foi convocado para a Liga das Nações 2018-2019. Possui uma passagem pelas categorias de base da Seleção Galesa sub19, entre 2008 e 2010, mas nunca jogou nenhuma partida. Dadas as suas conquistas pela seleção nacional e seu tradicionalismo no futebol britânico, Jazz Richards é considerado um dos maiores e mais influentes jogadores galeses que já existiram.

## Títulos

### Swansea City
- Football League Cup 2012-2013